# Percepción visual

Sistema óptico, que permite la percepción visual en un ser humano.

La percepción visual es un proceso activo con el cual el cerebro puede transformar la información lumínica captada por el ojo en una recreación de la realidad externa. "La percepción visual es la interpretación o discriminación de los estímulos externos visuales relacionados con el conocimiento previo y el estado emocional del individuo"[cita requerida]. Es la capacidad de interpretar la información y el entorno de los efectos de la luz visible (efecto óptico) que llega al ojo. Dicha percepción es también conocida como la visión. Los distintos componentes fisiológicos involucrados en ésta se refieren conjuntamente como el sistema visual, y son la base de investigación en psicología, ciencia cognitiva, neurociencia y biología molecular.
La percepción visual es un proceso activo con el cual el cerebro puede transformar la información lumínica captada por el ojo en una recreación de la realidad externa.
El estímulo pertenece al mundo exterior y produce un primer efecto en la cadena del conocimiento; al igual que el frío, el calor, lo duro, lo gelatinoso, lo rojo, lo blanco es de orden cualitativo. Por otro lado, es toda energía física, mecánica, térmica, química o electromagnética que provoca la activación de un receptor sensorial. Esta percepción pertenece al mundo individual interior, al proceso de interpretación del ser humano y al conocimiento de las cosas.
Desde el enfoque neuropsicológico, la percepción se define como un proceso cortical que resulta de una experiencia sensorial subjetiva la cual es potencialmente significativa o reconocible.  Por lo tanto, el concepto de percepción visual se va a referir a la capacidad de reconocimiento de los objetos en función de su forma, patrón y color.

## Proceso de Percepción Visual
Para el ser humano, ver es un proceso bastante sencillo, tan solo basta con abrir los ojos para estar inundados por formas, colores, espacio y movimiento. La percepción consta de la energía luminosa para la formación de imágenes mentales, que son lo único que se percibe de todo este proceso.

## La Imagen Mental
En cuanto a la vista, se logra captar un objeto debido a las ondas electromagnéticas difundidas por una fuente de luz que rebota en él para llegar a la retina, luego los conos y bastones son estimulados por esa señal eléctrica y las envían a través del nervio óptico al cerebro. Cuando la información llega a la corteza visual primaria, es procesada en paralelo con otras áreas para que se forme la imagen mental, lo que se ve realmente.

## El Viaje de las Ondas Luminosas
Las ondas luminosas son unas formas de energía electromagnética, no tiene color, solamente se trata de energía que se propaga de forma ondulatoria en millones de direcciones, debido al rebote en todos los objetos que se encuentran delante de nuestros ojos. Su velocidad de propagación es de 300.000 km por segundo en el vacío, aunque esta velocidad disminuye, en función de la densidad del medio en el que se está realizando la propagación.
La materia incolora hace referencia a las moléculas y los átomos. Dependiendo de su composición química y energética, el objeto puede repeler o absorber luz en longitudes de ondas concretas. No tienen color, en otras palabras, nuestro cerebro será el responsable de interpretarlo con los colores.
En el nervio óptico viaja la información nerviosa obtenida de las ondas electromagnéticas que entraron al ojo. Al final del camino, el cerebro fabrica la forma, el color y el movimiento del objeto que posea sentido y significado para el ser humano. Este proceso perceptivo visual se repite innumerable cantidad de veces por segundo y ocupa gran parte de los recursos y del volumen del cerebro.

## Sensaciones Visuales
Las sensaciones visuales son una interpretación y no una presentación de los sucesos del exterior. La sensación de color, lo que se ve en el cerebro, no tiene una naturaleza lumínica ni una naturaleza química, el color que se percibe es, en cambio, de naturaleza puramente mental y subjetiva, un invento del cerebro para distinguir las longitudes de onda de otras y poder diferenciar más animales, plantas y objetos entre sí.
La percepción interpreta lo que se encuentra fuera de nosotros creando un mundo de sensaciones visuales subjetivas que no existen fuera del cerebro.

## Flujo de la Información
Nuestro cerebro es un potente ordenador donde la información pasa por el córtex visual y pasa de un área a otra reelaborando nuevas informaciones y respuestas.

El córtex visual primario, encargada de generar las imágenes basándose en la información recibida.

El cerebro analiza la información captada por el ojo y la separa según sus características y según las estrategias de reconocimiento adquiridas con la experiencia.

## Definición de la Palabra Imagen
Una forma concreta de definir imagen según la percepción visual es: La sensación mental que se forma en la mente de lo que informa la retina, de lo que se recuerda, imagina. El cerebro nos proporciona las imágenes. Utiliza la información que proviene de la retina para crear la sensación de color, forma y movimiento; y otras veces, crea las imágenes desde adentro cuando el individuo lo recuerda, lo imagina o lo sueña.

## Punto Ciego
Zona del campo visual en la que no percibes nada. Teóricamente, esto se da porque existe una zona que no es procesada por el córtex visual y por lo tanto ni siquiera se puede reparar en ella. En esa zona no se ve ni blanco, ni negro ni relleno; prácticamente, no se ve nada.

Mirando fijamente la X, notarás que, en un momento, la esfera que se traslada por los costados desaparecerá del campo visual.

Esta hipótesis explica también que percibamos menos en la zona del campo visual que ocupa nuestra propia nariz, pues su visión continua podría ser incómoda o nos distraería. Esta adaptación de la percepción hace que nos acostumbremos con el tiempo a deficiencias de la visión y que pasen desapercibidas.

## Visión Periférica
En términos simples, es lo que se ve de reojo. En todo el campo visual (que llega a abarcar los 180° en horizontal) sólo el centro es percibido con total nitidez. Vemos más nítidamente en la parte media de nuestra mirada porque en el centro de la retina hay una concentración especialmente grande de células fotorreceptoras, en concreto, unos seis millones de conos. En efecto, todo nuestro alrededor (de derecha a izquierda y de arriba abajo) se percibirá peor o no se percibirá.

Visión periférica del ojo humano.

La visión periférica aporta información sobre el entorno, nos ayuda a localizar los objetos y a dirigir nuestro movimientos de manera rápida o lenta. Si hay pérdida de visión periférica , o está mal integrada, la visión será como en túnel y la persona se moverá de forma insegura.

## Post-imágenes
Las post-imágenes son colores y formas percibidas cuando no hay ningún estímulo externo que esté enviando esa información, es decir, son cosas que vemos y que no están delante de nosotros. Estas imágenes "fantasma" se corresponden inversamente a los colores y formas que habíamos visto un momento antes.
La explicación de este caso común de post-imágenes es la siguiente: el ojo o la retina ha quedado quemada o dañada por tanta luz, la secuela que queda en nuestra visión es la post-imagen.

Al observar la imagen fijamente, durante un tiempo determinado, esta quedará grabada en tu retina con una inversión en sus colores.

Efectivamente esto es así: los conos y, especialmente, los bastoncillos han recibido tanta luz que han dejado de funcionar adecuadamente y, al abrir y cerrar los ojos, percibimos una zona neutra de color que se corresponde con las células de la retina afectadas por la luz. Los conos, que son los fotorreceptores encargados de la visión del color, contienen neuronas que pueden “fatigarse” ante un determinado color y un estímulo constante. Cuando ocurre esto producen su imagen en negativo.
Esta percepción de la zona neutra se debe a que las imágenes no se borran inmediatamente, sino que permanece grabada en la retina, por un tiempo, gracias a la persistencia retiniana.
Si hay zonas de la retina que no envían información al cerebro y otras que sí, cuando miremos un plano de color homogéneo percibiremos una zona más oscura (la que tendrían que captar las células "cansadas").

## Cansancio Retiniano
Cuando hay dos colores muy parecidos (con solo una variación de tono), al centrarse en el color del medio los conos se cansan. Entonces la saturación de color decrece, hasta el punto de igualarse con el color del fondo. En otras palabras, los dos colores se agrisan al ir hacia su complementario y los percibimos iguales. Observa fijamente el centro de la imagen, notarás como los cuadrados verdes aparecen y desaparecen de la imagen.

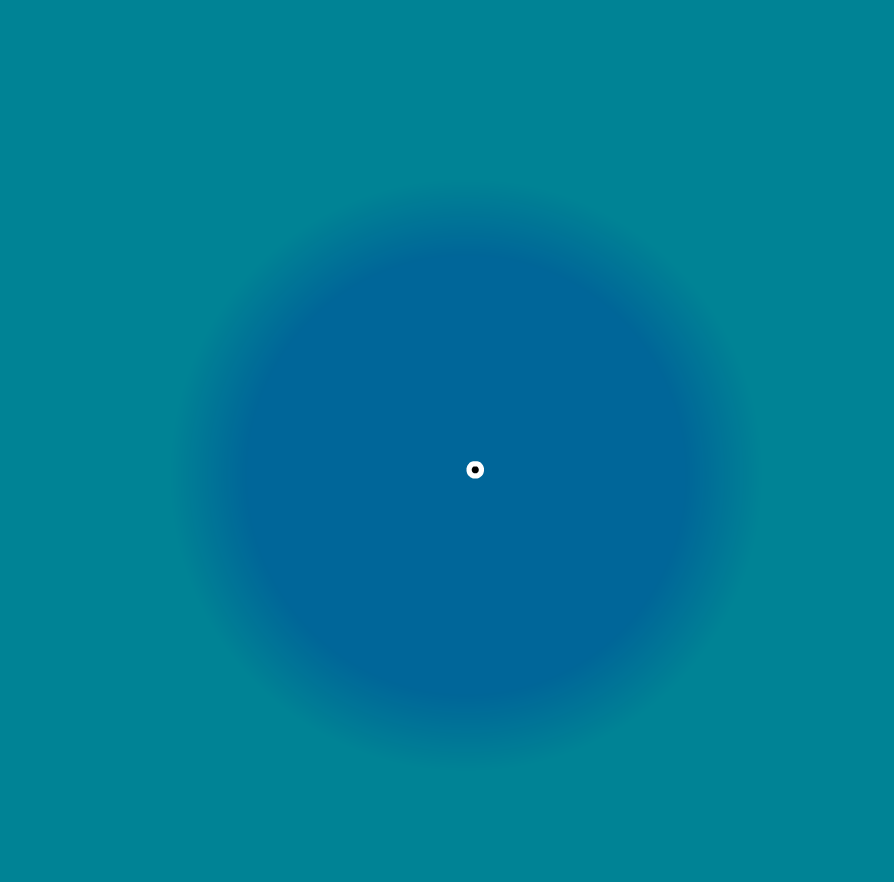
Cansancio retiniano

## Dinámica de centro en la fóvea
El ojo se mueve a gran velocidad para enfocar el objeto o la parte interesante de una escena que estamos viendo en la fóvea. Eso sucede porque solo en la fóvea las imágenes que nos llegan son percibidas con total claridad.

## Velocidad de refresco del ojo
Nuestra visión capta un total de 30 fotogramas por segundo. Es nuestra mente la que crea la sensación de que vemos continuamente. Cuando dos imágenes fijas se alternan a una frecuencia mayor que la velocidad de refresco del ojo, no podemos percibirlas por separado sino la mezcla de los dos. Nuestra percepción, es decir, nuestra visión, produce imágenes que han sido recogidas por nuestros ojos a través del tiempo. Percibimos a saltos y si hay un objeto que aparece y desaparece en un lapso de tiempo muy pequeño, no lo percibiremos.
Nuestro cerebro no es capaz de procesar multitud de imágenes en un segundo, por eso vemos a saltos. Estos "saltos"  se asemejan a contemplar imágenes fijas, una detrás de otra a una velocidad tal que nos parece que su presencia y movimiento es continuo. La frecuencia con la que las imágenes que vienen del ojo son procesadas por nuestra percepción se llama "frecuencia de refresco del ojo" y está comprendida en el ser humano entre 20 y 30 hercios, en otras palabras: vemos entre 20 y 30 imágenes por segundo. 

Velocidad de fotogramas por segundo.

## Adaptación al Brillo
Dependiendo de la intensidad lumínica de una escena, la pupila y la retina cambian su tamaño. Esto sucede porque el espectro de intensidades de luz es muy amplio y nuestro ojo está preparado para adaptarse gracias a dos sistemas: a la actividad de los bastoncillos (células receptoras que se activan con luminosidad escasa o visión escotópica) y a la contracción del iris y pupila cuando hay exceso de luz (visión fotópica).
Si no contamos con ellas y seguimos andando, corremos el peligro de "quemar" las células de la retina y quedarnos temporalmente ciegos. Si la insolación es excesiva, la ceguera puede ser permanente.

## Adaptación a las Condiciones de Luz
La adaptación a la falta o exceso de luz se genera gracias a la pupila; cuando hay demasiada luz, el iris se extiende haciendo que la pupila sea más pequeña, si hay escasa luz, el iris se contrae y permite que la pupila agrande su tamaño, entrando más luz a la retina. Una escena cambia de color dependiendo de la cantidad y tonalidad de color que lo alumbre; entonces, la retina y las neuronas del cerebro se adaptan a esa condición de luz corrigiendo el exceso de color que se encuentre allí.

## Percepción del Color
La percepción del color inicia con la luz. La luz que entra por nuestros ojos puede ser medida en diferentes longitudes, entonces, dependiendo de la longitud de onda de la luz, nuestro cerebro captará un color u otro. En resumen, los colores no son más que sensaciones que crea nuestra mente.

## Ondas Luminosas
La luz es un tipo de onda electromagnética. Los colores que pertenecen a la luz son ondas que tienen una longitud de entre 380 nanómetros (violeta) y 780 nanómetros (rojo). Este rango es el único visible por el ojo humano.
Las ondas cortas (en las que entran la luz ultravioleta, rayos x, gamma y los rayos cósmicos) son más potentes y pueden causar más daños a nuestra salud.

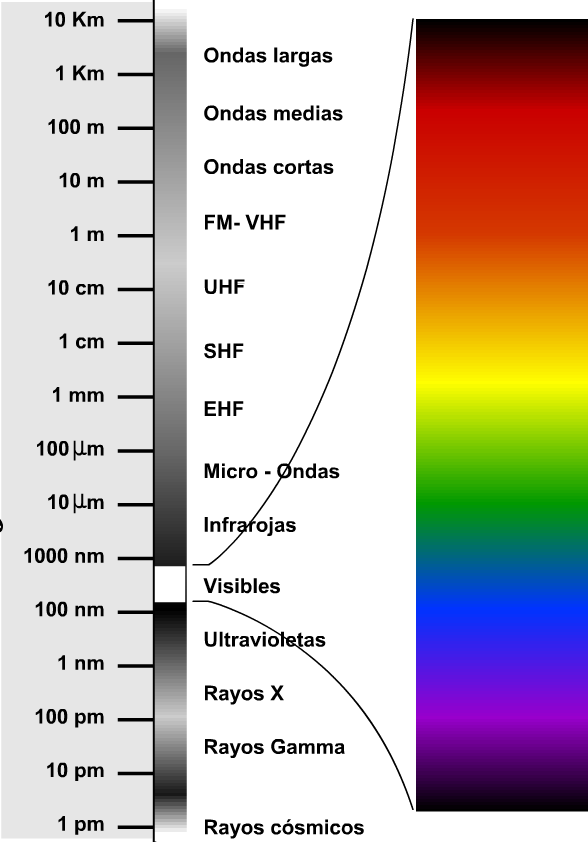
Rango Visible de la Onda Luminosa.

El color que vemos en un objeto no le pertenece. Es la interpretación perceptual de una onda electromagnética con una proporción concreta. Es más una propiedad de la luz que de los objetos. Estos solo reflejan, absorben o dejan atravesar las ondas provenientes de una fuente de luz.
Las células fotorreceptoras o conos se especializan en captar tres longitudes de onda diferentes y que pertenecen a los tres colores primarios (R=Red (Rojo); G=Green (Verde); B=Blue (Azul)). Los demás colores no poseen conos propios para captar la luz, por lo que tienen que valerse de la combinación (en diferentes proporciones) de los conos pertenecientes a dos o tres colores. Todos estos colores los inventa el cerebro cuando le llega información de esos tres tipos de conos en proporciones distintas.
Nuestra memoria y la idea equivocada de que las características de los objetos son inmutables, nos hace pensar que los objetos mantienen su color original cuando los estamos viendo de otro color. Es decir, el color real de los objetos coincide con el que percibimos, no con el que pensamos que es.
Gran parte de la evaluación que hacemos al percibir el tono y el color se centra en cómo se relacionan estos con el entorno. Por lo tanto, un objeto se percibirá como más claro si su entorno es oscuro y viceversa.

## Conos y CCD
Los conos son células especializadas en captar los tres colores principales del espectro (rojo, verde y azul). Solamente se activarán algunas de ellas dependiendo del color que capten. En cuanto a los demás colores, no existen células especializadas en ellos, entonces se activarán los conos de dos o más colores en diferentes proporciones para obtener la mezcla del color.
Si no llega ninguna información de color, veremos negro; no obstante, si llega información de los tres colores en iguales proporciones, percibiremos blanco.
Algunas cámaras de video son capaces de captar la luz infrarroja o la ultravioleta, pero las que se usan normalmente son las que captan el rojo, el azul y el verde. Las cámaras que mejor captan los colores poseen tres receptores 3CCD (dispositivos acoplables de carga) cada uno de ellos capta uno de estos tres colores principales. El color que mejor captamos o al que mejor respondemos es el verde.